# 杜审言
杜审言（？—708年），字必简，唐朝诗人、官员。杜审言是詩人杜甫的祖父。在诗歌创作上，擅长五言律诗。在初唐时期的诗歌发展史上，一般认为排在初唐四杰之后，与沈佺期、宋之问齐名。

## 生年
杜审言生年已无法确定。其卒年已知，但史书只记载他“年六十余卒”，据此推算只能知道他出生在648年或之前几年。不少文学著作多根据闻一多《唐诗大系》的646年为生年。

## 生平
家族出于京兆杜氏，晋朝时杜逊迁居襄阳。其父杜依艺终于洛州巩县令后，其家定居巩县。杜审言很有才华，但恃才傲世。少年时，与李峤、崔融、苏味道合称「文章四友」。
唐高宗咸亨元年（670年）擢进士第，为隰城尉。在隰城县任上，其诗作《经行岚州》有“往来花不发，新旧雪仍残”之句，被杨万里评为佳句。
永昌元年（689年）前后，或在江阴县任县丞、县尉一类官职，后转洛阳丞。武周圣历元年（698年），坐事贬吉州司户参军，作诗送行者有陈子昂、宋之问等四十五人。
杜审言在吉州任上，得罪员外司户郭若讷、司马周季重，兩人合謀誣陷杜审言，定了死罪。杜审言十六岁的兒子杜并為父報仇，潛入刺殺了周季重，杜并被侍衛當場殺死。此事震驚朝野，皆稱杜并為孝子。武则天聞知此事，召杜审言入京師，又因欣赏其诗文，授著作佐郎，再迁膳部员外郎。
神龙革命后，因结交张易之兄弟，杜审言与大批文人被贬，被流放到峰州。途中与沈佺期、宋之问等人互有唱酬的诗，但杜审言的诗今已不存。不久，召回任国子监主簿。
景龙二年（708年）五月，任修文馆直学士，当年冬天病逝。宋之问作祭文，武平一作表。葬于河南郡偃师县首阳之东原，追赠著作郎。

## 代表作
|  | 《和晋陵陆丞早春游望》 独有宦游人，偏惊物候新。 云霞出海曙，梅柳渡江春。 淑气催黄鸟，晴光转绿𬞟。 忽闻歌古调，归思欲沾巾。 |

|  | 《渡湘江》 迟日园林悲昔游，今春花鸟作边愁 独怜京国人南窜，不似湘江水北流。 |

## 文学评价
杜审言的诗多为写景、唱和及应制之作，以浑厚见长，杜甫云：“吾祖诗冠古。”工于五律，对近体诗之形成与发展，颇有贡献。被后人评论为中国五言律诗的奠基人。他的五律《和晋陵陆丞早春游望》，被明朝的胡应麟赞许为初唐五律第一。他的五言排律《和李大夫嗣真奉使存抚河东》，长达四十韵，为初唐近体诗中第一长篇。
当时人对杜审言的诗歌评价就很高。陈子昂称之为“徐陈应刘不得劘其垒，何王沈谢适足靡其旗”。宋朝时不少人认为杜甫的诗作受到杜审言的不少影响。

## 轶闻
《新唐书》本传记载，杜审言对宋之问等人非常傲慢，但杜审言死后宋之问作祭文对他相当推崇，后人多认为是史书记载不实。
新旧唐书还记载杜审言选官苏味道天官侍郎之事，该事最初见于《太平广记》所引五代时人所写的小说《谭宾录》。但苏味道任天官侍郎时，杜审言只是洛阳丞，并无选官资格。

## 著作
- 《新唐书·艺文志》著录《杜审言集》10卷，已佚。
- 《直斋书录题解》著录《杜必简集》一卷，有诗无文，诗共四十二首。
- 《全唐诗》卷六十二收杜审言诗

## 家庭

### 夫人
- 薛氏
- 范阳卢氏，隋朝吏部尚书、容城侯卢柔五代孙女，渭南尉卢元懿的孙女，庐州慎县县丞卢元哲之女[4]

### 子女
- 長子 杜闲，朝议大夫、兖州司马，杜甫之父
- 次子 杜并
- 三子 杜专，开封县尉
- 四子 杜登，母卢氏，武康县尉
- 杜氏，嫁蜀县丞钜鹿魏上瑜
- 杜氏，嫁济王府录事河东裴荣期，封万年县君[6]
- 杜氏，嫁平阳郡司仓参军范阳卢正均
- 杜氏，母卢氏，嫁硖石尉京兆王佑
- 杜氏，母卢氏，嫁常熟主簿会稽贺酰

### 子孫
- 杜甫，詩聖、杜拾遺，長子杜闲之子

## 参看
- 杜易简：从祖弟，唐朝诗人
- 襄阳杜氏